# Капские голландцы
Капские голландцы (африк. Kaaps-Hollandse, англ. Cape Dutch) — субэтническая группа в составе африканеров. Проживают главным образом в Западно-Капской провинции ЮАР. Происходят от голландцев и фламандцев с небольшой примесью французских гугенотов, немцев и других иммигрантов из Европы, а также их африканской и азиатской прислуги.
В отличие от трекбуров, мигрировавших на восток, капские голландцы оставались относительно лояльными подданными сначала Нидерландов, а затем и британской короны. Это объяснялось их оседлым образом жизни; многие из них к тому же были горожанами. Считается, что термин «капские голландцы» был введён в оборот трекбурами как указание на то, что те, кто остался на мысу Доброй Надежды, не разделяли с ними общие культурные ценности и экономические интересы, а также недостаточно стремились к свободе и независимости. В свою очередь, капские голландцы воспринимали экономически и социально консервативных переселенцев как «деревенщину».
Позднее фуртреккеры, многие из которых были потомками трекбуров, предприняли массовое переселение на восток, уходя от британцев. Переселение стало известно под названием Великий трек.
В начале XX века потомки как капских голландцев, так и буров стали известны под коллективным названием африканеры, дословно — африканцы по названию языка африкаанс (африканского), на котором они говорят. Этот язык произошёл от голландского с некоторым влиянием английского, малайского, французского и местных африканских языков. Капские голландцы говорят на капском или западнокапском африкаанс, тогда как большинство буров — на восточном приграничном диалекте. Свой диалект выработали гриква — метисы, происходящие от буров, тсвана и готтентотов.
В начале 20 века потомки капских голландцев считались более «либеральными», лояльными британской короне и более терпимыми к другим народам, тогда как их соседи к северо-востоку, буры — изолированными, более консервативными, республиканцами и националистами.
Во время референдума 1960 года по вопросу о выходе ЮАС из Британского содружества и учреждении республики многие капские голландцы голосовали против, однако буры поддержали оба предложения, которые прошли большинством в 51 % голосов.
Существует также «капский голландский архитектурный стиль», в котором построены дома, фермы, винодельни и общественные здания XVII и XVIII века на мысу Доброй Надежды, главным образом в Кейптауне и его окрестностях, а также в таких старинных городах, как Стелленбос, Франсхук, Парл, Свеллендам, Тульбах и Грааф-Рейнет.